# Адаптивна фізична культура

## Загальні відомості
Адаптивна фізична культура — це вид  фізичної культури, метою якого є реабілітація,адаптація і соціальна інтеграція до суспільства осіб з відхиленням у стані здоров'я(людей із інвалідністю). Також можна вважати її наукою,яка вивчає різні аспекти фізичного виховання людей які втратили на певний час або назавжди певні фізіологічні функції організму, у тому числі-рухові.
Це передбачає, що фізична культура у всіх її проявах повинна стимулювати позитивні морфофункціональні зрушення в організмі, формуючи цим необхідні рухові координації, фізичні якості та здібності, спрямовані на життєзабезпечення, розвиток та вдосконалення організму.

## Напрями адаптивного спорту
1. Спорт вищих досягнень;
2. Рекреаційно-оздоровчий спорт.

## Організація адаптивної фізичної культури в Україні
Перш за все, організацією і методичною роботою у сфері адаптивного фізичного виховання в Україні займається система державних структур(федерації,комітети,комісії,діагностичні реабілітаційні центри,клуби,секції, збірні команди по різних видах спорту).
Нормативно-правовими основами становлення і розвитку спорту для людей з обмеженими фізіологічними можливостями(інвалідів) є Укази президента  України: «Про підтримку олімпійського, паралімпійського руху та спорту вищих досягнень в Україні» (2000 р.), «Про розвиток та підтримку паралімпійського руху» (2001 р.).

## Принципи адаптивної фізичної культури
- Принцип свідомості і активності;
- Принцип індивідуалізації;
- Принцип доступності;
- Принцип послідовності;
- Принцип систематичності;
- Принцип чергування або розсіяного м'язового навантаження;
- Принцип міцності.[2]

## Завдання
У людей яких спостерігаються відхилення у фізичному чи психічному здоров'ї адаптивна фізкультура формує:
- усвідомлене ставлення до своїх сил у порівнянні з силами середньої здорової людини;
- здатність до подолання як фізичних, так і психологічних бар'єрів, що перешкоджають повноцінному життю;
- компенсаторні навички, тобто дозволяє використовувати функції різних систем та органів замість відсутніх чи порушених;
- здатність до подолання необхідних повноцінного функціонування у суспільстві фізичних навантажень;
- потреба бути здоровим, наскільки це можливо, і вести здоровий спосіб життя;
- усвідомлення необхідності свого особистого внеску в життя суспільства;
- бажання покращувати свої особисті якості;
- прагнення до підвищення розумової та фізичної працездатності.[2]